# Veenhuizen (Hollande-Septentrionale)
Pour les articles homonymes, voir Veenhuizen.
Veenhuizen est un village de la commune néerlandaise de Heerhugowaard, dans la province de la Hollande-Septentrionale.